# La Semana (revista)
La Semana fue una publicación semanal uruguaya que se editó entre 1909 y 1914.

## Reseña

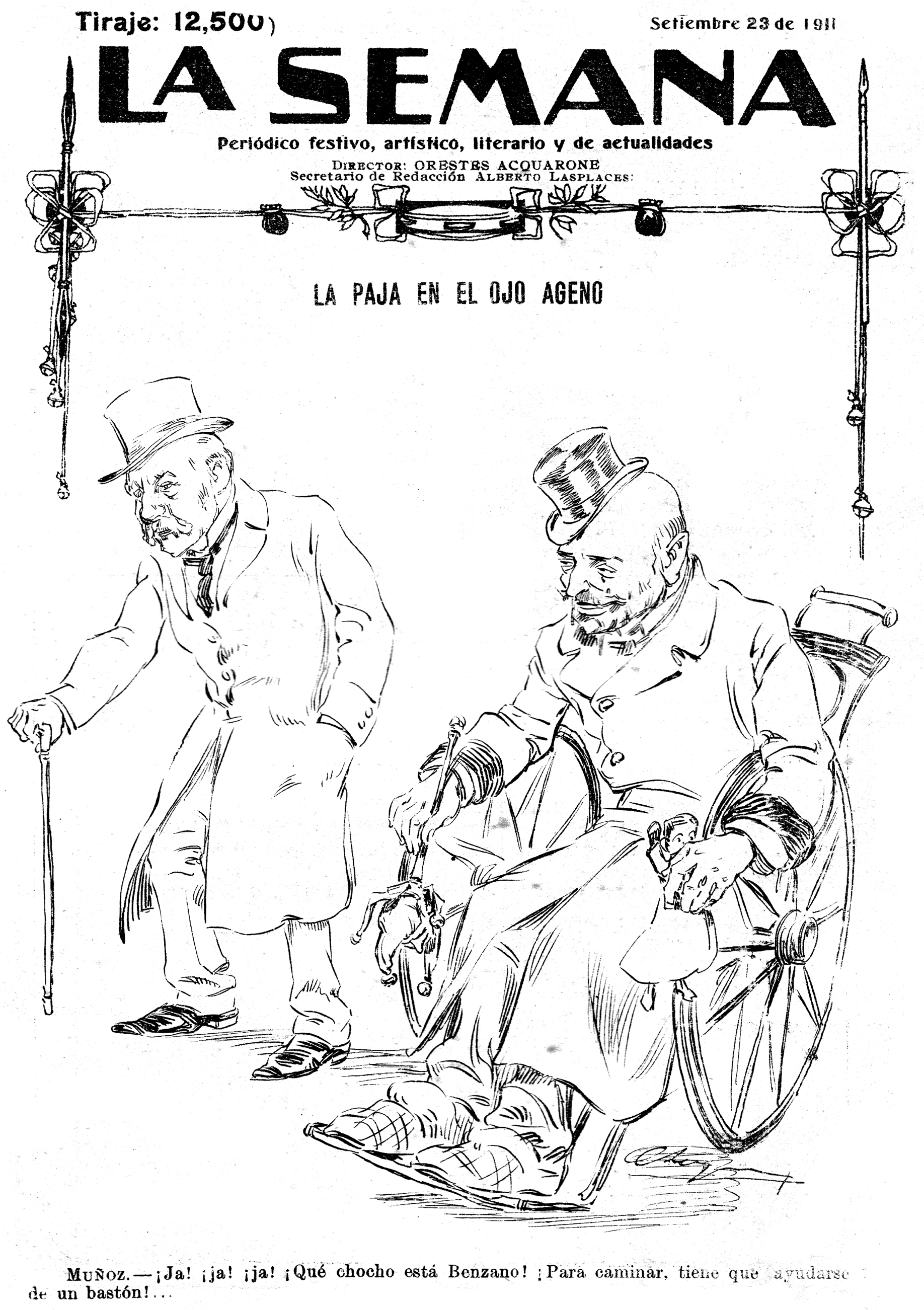
Caricatura de los políticos Daniel Muñoz y Ramón V. Benzano, primer y segundo Intendente de Montevideo respectivamente. Este tipo de humor gráfico fue habitual en la revista.

"La Semana" se fundó en 1909 y su primer número apareció el 10 de julio de 1909. En un primer momento su dirección fue ejercida por el poeta y dramaturgo Ovidio Fernández Ríos. Desde enero de 1910 se hizo cargo de esta tarea el pintor y caricaturista Orestes Acquarone quien siguió al frente de la revista hasta su cierre en 1914.
La publicación se editó en forma semanal y estaba caracterizada por la sátira política y la polémica sobre asuntos de actualidad nacional, plasmados gráficamente con caricaturas y dibujos que eran acompañados con comentarios humorísticos. Su tirada inicial fue de 6.000 ejemplares pero al cabo de un año esa cifra se había cuadruplicado, llegando a los 25.000 números por semana.
"La Semana" se imprimó en la Imprenta La Capital y su administración estuvo ejercida por Rodolfo Acquarone hasta enero de 1910 y por Santiago Dallegri a partir de julio de 1910. La secretaría de redacción estuvo a cargo del docente y escritor Alberto Lasplaces. El último ejemplar de la revista se editó el 1 de enero de 1914, con el cual totalizó 223 números editados a lo largo de 5 años de existencia.

## Colaboradores
En "La Semana" contribuyeron importantes artistas uruguayos como Carlos María Herrera quien publicó como primicia los bocetos del "Panneaux" decorativo que se pintó en el techo de la sala de espectáculos del Teatro Solís o el escultor Juan Manuel Ferrari quien dio a conocer una reproducción fotográfica de la maqueta del monumento al Ejército Libertador del General San Martín. Otros artistas que ilustraron las páginas de esta publicación fueron Carlos Grethe, Carlos Alberto Castellanos, Carlos Cruz, Ernesto Laroche, Hermenegildo Sábat Lleó, Mario Radaelli, José Belloni, J. Olivera, A. M. Rossi, Bazzano, Godofredo Sommavilla, Guillermo Rodríguez, Guillermo Laborde y Fernández Saldaña, entre otros.
Ocasionalmente aparecieron textos poéticos, críticos o políticos de distintos autores, muchos de los cuales hicieron en las páginas del semanario sus primeras experiencias. Entre los escritores uruguayos y extranjeros que colaboraron con esta publicación se contaron Edmundo Gandolfo, Carlos Alberto Schinca, Ricardo Escuder, Ángel Falco, Guzmán Papini y Zas, Arturo Scarone, Ernesto Herrera (como Ginesillo de Pasamontes), Blas S. Genovese, Vicente Salaverri, Emilio Frugoni, Ovidio Fernández Ríos, Manuel de Castro, Alberto Lasplaces, Manuel Medina Bentancort, Manuel Baldomero Ugarte, Ismael Cortinas, Edmundo Bianchi, Santiago Dallegri, Carlos María de Vallejo, Fernán Silva Valdés, Montiel Ballesteros, Carlos Sábat Ercasty, Atilio Supparo, Justo Deza, Adriano M. Aguiar, Ricardo Segundo Passano, Emilio Trías Du Pre, Vicente Medina, José Pedro Bellán, Ramón López Velarde, Julio Casal, Álvaro Armando Vasseur (como Américo Llanos) y Alberto Zum Felde (que figuró con el seudónimo "Aurelio del Hebrón"), entre otros.